# Idared

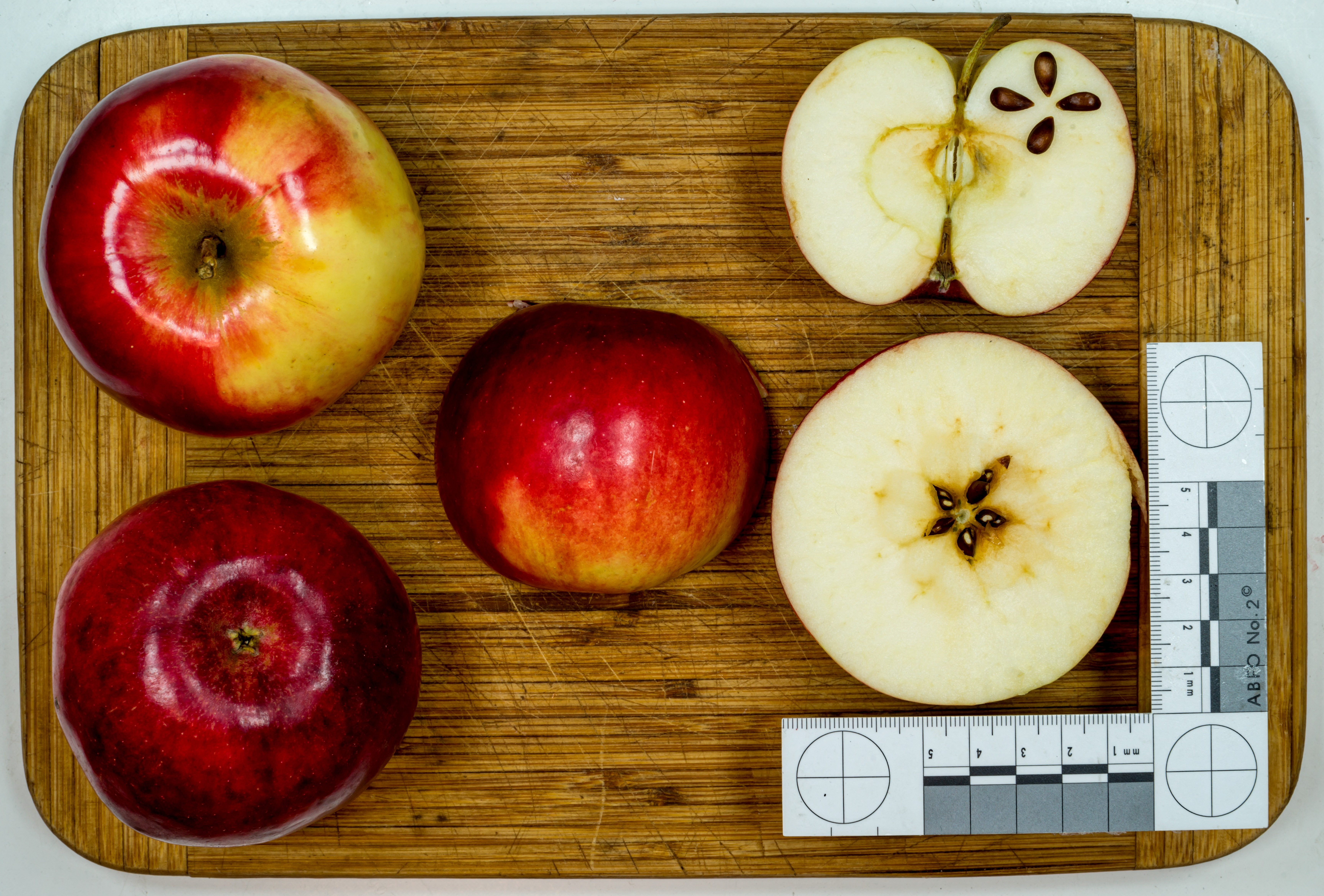
Ansichten der Frucht

Idared ist eine Sorte des Kulturapfels (Malus domestica).
Die Sorte Idared wurde um 1935 von der Idaho Agricultural Experiment Station (IAES), die zum Campus der University of Idaho in Moscow (Idaho) gehört, in den USA gezüchtet. Sie ist seit 1942 im Handel erhältlich. Die Sorte ist eine Kreuzung aus Jonathan und Wagenerapfel.

## Baum

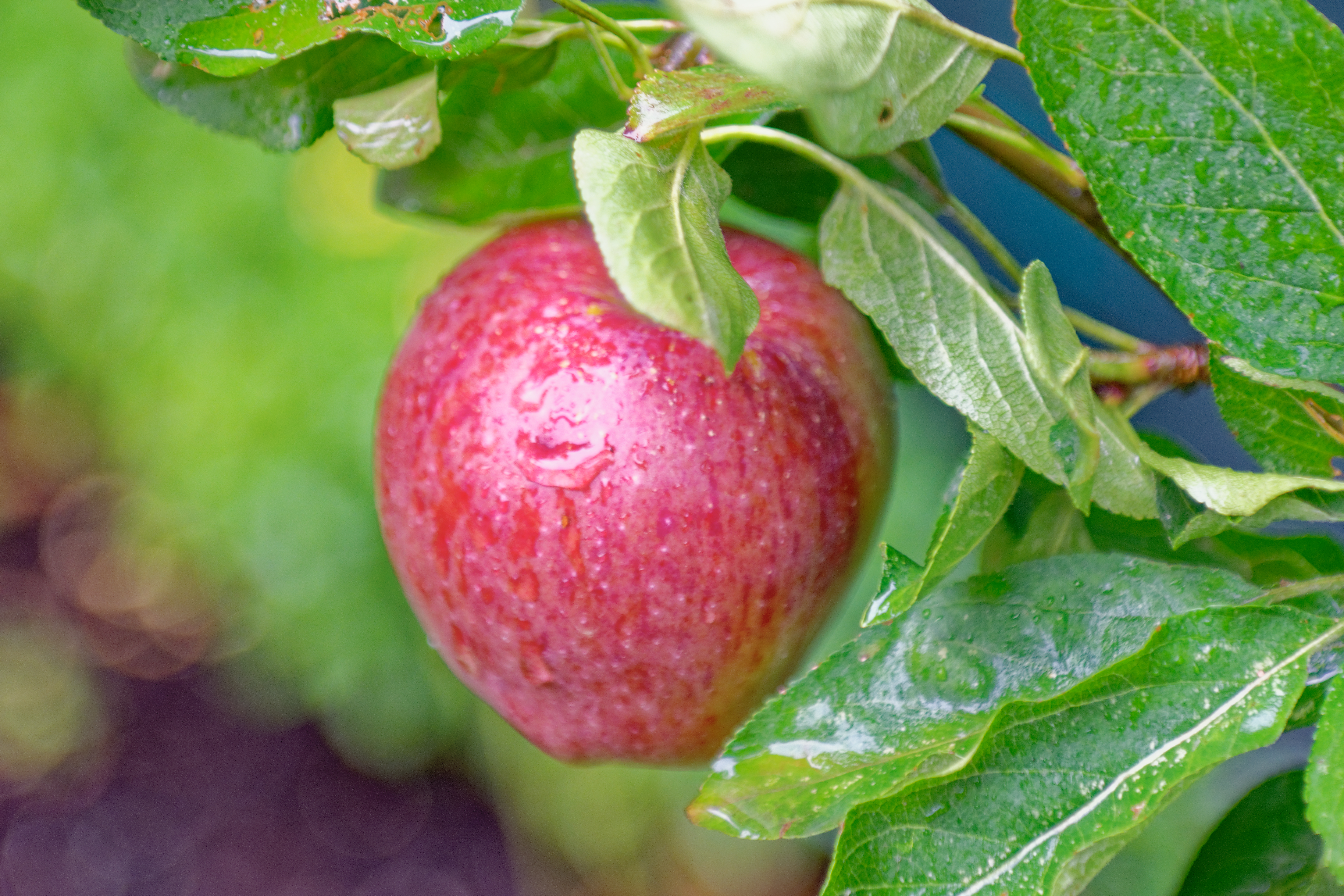
Idared am Baum

Der Baum bildet eine pyramidenförmige Krone mit steilen Leitästen, die Seitenäste können herabhängen. Die Blätter sind relativ schmal. Die Blüte beginnt in der zweiten Aprilhälfte und dauert bis Anfang Mai. Idared ist ein guter Pollenspender. Der Ertrag setzt früh ein, ist hoch und zeigt keine Alternanz.
Idared eignet sich für wärmere Lagen und kann an geschützten sonnigen Lagen auch noch in 500 Meter über dem Meeresspiegel angebaut werden.
Die Sorte wird üblicherweise auf einen frostharten Stammbildner veredelt. Es ist starke Feuerbrand- und eine Mehltauanfälligkeit und in geringem Maß auch Schorf zu beobachten.

## Frucht
Die Äpfel werden ab Mitte Oktober bis Anfang November geerntet. Sie sind druckfest, unproblematisch bei der Lagerung und bis Ende Januar, im CA-Lager sogar bis Juni haltbar.
Die kugelförmigen Früchte sind mittelgroß bis groß, wiegen durchschnittlich 140 Gramm und haben ein festes, knackiges und saftiges, weißes Fruchtfleisch. Der Geschmack ist feinsäuerlich ohne viel Aroma. Die Grundfarbe ist gelbgrün, die meist dominierende Deckfarbe geht in Dunkel- bis Purpurrot über. Die Schale ist glänzend, glatt und zäh. Auf dem Lager zeigen sich manchmal sogenannte Jonathan-Spots, die von der Muttersorte Jonathan weitervererbt wurden. Der Kelch ist klein und geschlossen, der relativ lange, etwa 2 cm lange Stiel sitzt in einer tiefen Stielhöhle.